# سوندرز كينغ
سوندرز كينغ (بالإنجليزية: Saunders King)‏ هو مغني أمريكي، ولد في 13 مارس 1909 في مقاطعة كادو في الولايات المتحدة، وتوفي في 31 أغسطس 2000 في سان رافاييل في الولايات المتحدة.